# Гонсалес, Жозеф (боксёр)
Жозеф Гонсалес (фр. Joseph Gonzales; 6 августа 1941, Нарбонна) — французский боксёр средней весовой категории. В начале 1960-х годов выступал за сборную Франции: серебряный призёр летних Олимпийских игр в Токио, участник многих международных турниров и матчевых встреч. В период 1964—1971 боксировал на профессиональном уровне, но без особых достижений.

## Биография
Жозеф Гонсалес родился 6 августа 1941 года в городе Нарбонна, департамент Од. Первого серьёзного успеха на ринге добился в 1962 году, когда в среднем весе стал чемпионом Франции — с этого момента закрепился в основном составе национальной сборной. Год спустя боксировал на чемпионате Европы в Москве, пробился в четвертьфинал, где по очкам уступил немцу Зигфриду Олешу. В 1964 году во второй раз выиграл французское национальное первенство и благодаря череде удачных выступлений удостоился права защищать честь страны на летних Олимпийских играх 1964 года в Токио. На Олимпиаде на стадии полуфиналов со счётом 3:2 победил нигерийца Ноджима Майегуна, но в решающем матче 1:4 проиграл советскому боксёру Борису Лагутину.
Получив серебряную олимпийскую медаль, Гонсалес решил попробовать себя среди профессионалов и покинул сборную. Его профессиональный дебют состоялся в декабре 1964 года, своего первого соперника он победил нокаутом уже во втором раунде. В течение последующих трёх лет провёл множество удачных поединков, встретился со многими сильными боксёрами и большинство из них одолел досрочно. В конце 1967 года получил шанс побороться за титул чемпиона Европы в первом среднем весе по версии Европейского боксёрского союза (ЕБС), однако действующий чемпион итальянец Алессандро Маццинги оказался сильнее, выиграл нокаутом в четвёртом раунде.
Несмотря на поражение, Жозеф Гонсалес продолжил выходить на ринг и через год вновь попытался завоевать чемпионский пояс ЕБС, сразившись с ещё одним итальянцем, Ремо Гольфарини. Но и на этот раз взять верх над своим соперником ему не удалось, после окончания пятнадцати раундов все судьи отдали победу представителю Италии. В марте 1970 года Гонсалес добился звания чемпиона Франции в первой средней весовой категории, один раз защитил полученный пояс, однако во время второй защиты уступил его, потерпев сокрушительное поражение нокаутом. Вскоре после этого неудачного матча, состоявшегося в апреле 1971 года, принял решение завершить карьеру спортсмена. Всего в профессиональном боксе провёл 52 боя, из них 39 окончил победой (все досрочно), 11 раз проиграл, в двух случаях была зафиксирована ничья.